# Małgorzata Królikowska-Sołtan
Małgorzata Elżbieta Królikowska-Sołtan (ur. 12 września 1956 w Warszawie) – polska astronom, doktor habilitowana, profesor Centrum Badań Kosmicznych PAN w Warszawie specjalizująca się w astrofizyce i dynamice małych ciał Układu Słonecznego.

## Życiorys
Ukończyła studia astronomiczne na Uniwersytecie Warszawskim w 1980 roku. Obecnie jest profesorem Centrum Badań Kosmicznych PAN (CBK PAN) w Warszawie i kierownikiem Pracowni Dynamiki Układu Słonecznego i Planetologii. Jest również sekretarzem naukowym CBK PAN. Interesuje się głównie ruchem małych ciał i wpływem niegrawitacyjnych efektów na ich orbity.

## Życie prywatne
Jest córką Wojciecha Królikowskiego i Zofii z domu Zienkiewicz. Jest żoną Andrzeja Sołtana, z którym ma syna Stanisława (ur. w 1992 roku).